# シャブリ・ワイン

ヨンヌ県におけるシャブリ生産地

シャブリ・ワイン（フランス語: vignoble de Chablis, Chablisien）とは、フランスワインの1つ。シャルドネの葡萄から作られる。
シャブリ地区は、キンメリジャンとよばれる石灰岩を主体にした、ミネラル分が豊富な土壌であるため、シャルドネ種の栽培に適している。辛口でミネラルに由来するヴァニラやピーナッツのような優れた香りを持ち、人気が高く辛口白ワインの代名詞的な存在であった。
次の4つのAOCがある。
尚、クラス分け（Cru）は他のブルゴーニュワイン同様にワインの質ではなく、場所によるクラス分けとなっている。
- シャブリ・グラン・クリュ Chablis Grand Cru; 特級。1ヘクタールあたり4,500リットルという生産量の制限が課される。
- シャブリ・プルミエ・クリュ Chablis Premier Cru; 1級
- シャブリ Chablis

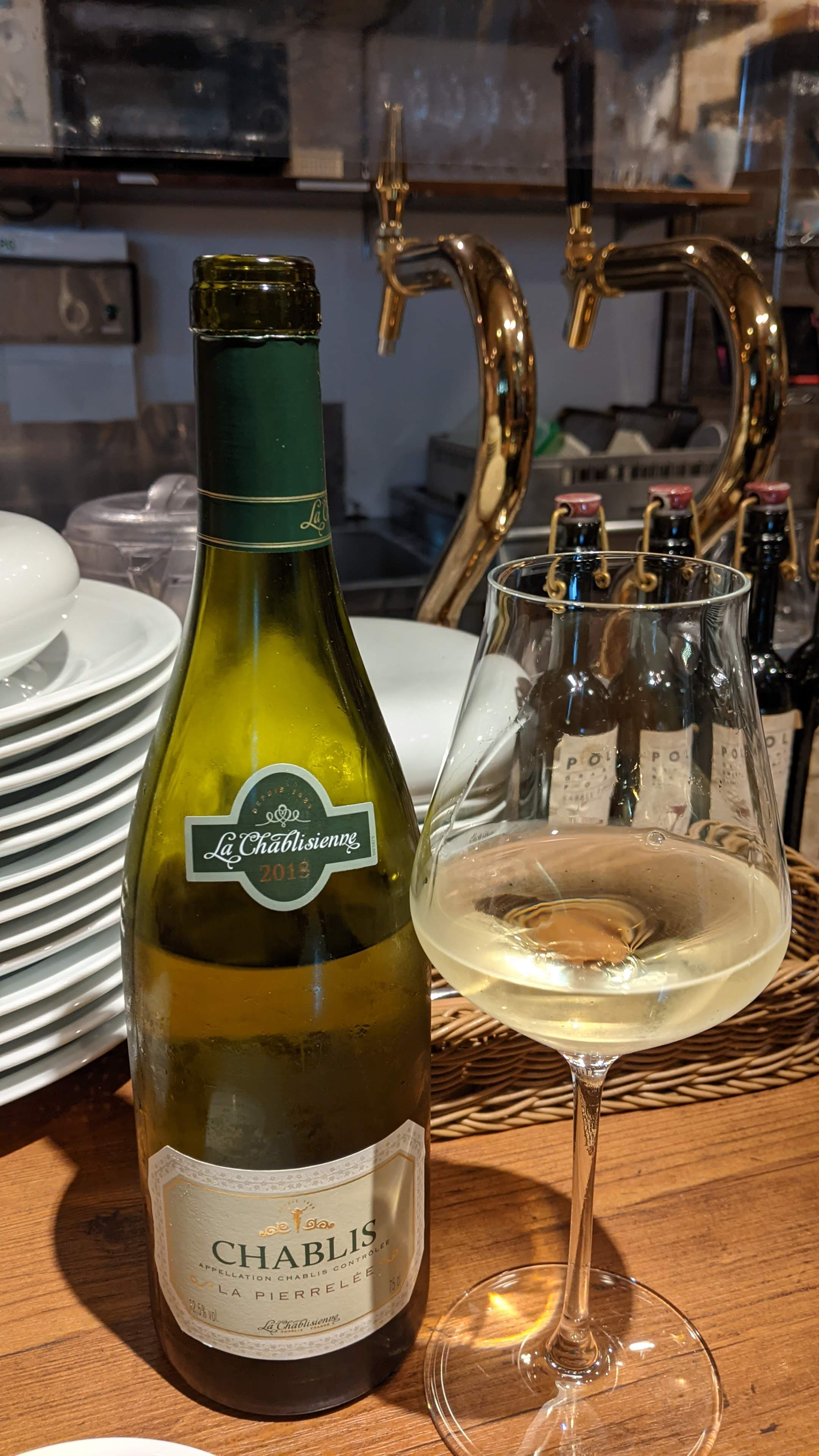
最大生産者の1つ、シャブリジェンヌのシャブリワイン　CHABLIS LA PIERRELEE（VT2018)

- 最大生産者の1つ、シャブリジェンヌのシャブリワイン　CHABLIS LA PIERRELEE（VT2018)プティ・シャブリ Petit Chablis; シャルドネ種だけでなく、アリゴテ種などを使用してもよいことになっている。

起源として語られるのは9世紀中ごろから。この時期よりトゥールのサン＝マルタン修道院がシャブリにワイン作りのために持っていた畑を、12世紀初頭の1118年にポンティニー修道院が借り受けた。賃料をワインで払う契約だったので、大々的に葡萄を栽培することになり、これが成功をおさめた。
元々この地でサン＝マルタン修道院もワインを作っていたのだが、最初にシャルドネ種を植えたのはポンティニー修道院であるということは「ほぼ間違いない」ため、シャブリの元祖はポンティニー修道院とされている。ポンティニーのシャブリはすぐに好評を得、他の地域へもヨンヌ川の水運を利用し出荷・販売されることとなった。
先述のAOCの区分は、1938年に設定された。1970年頃まで木の樽を用いての熟成が続けられていたが、その後はステンレス槽やセメント槽を用いたり、またこれらとオーク樽の併用という手法も用いられるようになっている。
主な生産者
- ラ・シャブリジェンヌ(LA CHABLISIENNE)